# Esteve Guasch i Rocaries
Esteve Guasch i Rocaries (Parets del Vallès, 1901 - 17 de juny de 1981) fou un pagès i campaner del poble de Parets, pare de la poetessa Quima Guasch.
Va néixer al mas Can Pau Moragues, i durant la seva adolescència es va encarregar de les terres de conreu que posseïa el seu pare, més tard va compaginar les feines del camp amb les de campaner, la gent del poble el coneixia com el "campaner" i la masia Can Pau Moragues va passar a ser Cal Campaner.
Com a pagès destacà perquè va ser pioner en el conreu de patates en els camps d'experimentació que hi havia al quarter de llevant, a més va ser un dels grans productors de la mongeta paretana.
Durant la guerra formà part de les Junta de Defensa Passiva de Catalunya local, i va cedir una de les feixes del seu mas per a construir un refugi antiaeri que protegís la població de Parets de l'aviació feixista.
L'any 1935 va ser elegit president de la Societat Cooperativa La Progressiva, eren temps de guerra i els nacionals volien nacionalitzar la cooperativa de consum però ell ho va impedir diverses vegades, van registrar la seva casa buscant les escriptures de la societat, mai les varen trobar, ja que estaven amagades dins les muntures del cavall, i que treien a passejar quant hi havia registres. La seva defensa ferma de la Cooperativa La Progressiva va fer que fos conegut per la majoria dels vilatans de Parets.